# Johann Heinrich Schulze
Johann Heinrich Schulze, född 12 maj 1687 i Colbitz nära Magdeburg, död 10 oktober 1744 i Halle an der Saale, var en tysk läkare.
Schulze studerade först medicin, sedan teologi och filosofi och blev 1708 lärare vid pedagogiet i Halle. Sedan han blivit bekant med Friedrich Hoffmann, beslöt han att ägna sig åt medicinen, blev 1717 medicine doktor, 1720 professor i medicin och grekiska vid Altdorfs universitet och 1732 professor i medicin, vältalighet och arkeologi i Halle. Han var en stor polyhistor, vilken i lika hög grad utmärkte sig som teolog, orientalist, historiker, numismatiker och läkare; mest betydelsefulla är dock hans förtjänster om medicinens historia.